# Abadia de Montmajor
L'abadia de Montmajor és un conjunt monàstic situat sobre el mont Ararat a alguns quilòmetres d'Arle al departament de les Boques del Roine (França).

## Història
Construïda a mitans del segle x sobre una roca envoltada d'aiguamolls per monjos benedictins, la petita abadia de sant Pere estén ràpidament la seva influència sobre Arle i la Provença gràcies a una vasta xarxa de priorats (fins a cinquanta-sis al segle xiii) i al pelegrinatge de la Santa Creu, fundat el 1019, que obtenia nombrosos fidels a la regió.
Al segle xi esdevé la necròpoli dels comtes de Provença.
El conjunt de Montmajor està compost d'una ermita (segle xi), d'un monestir de tipus medieval (segle xii), d'una talaia (segle xiv) i d'un monestir clàssic (començament segle xviii).

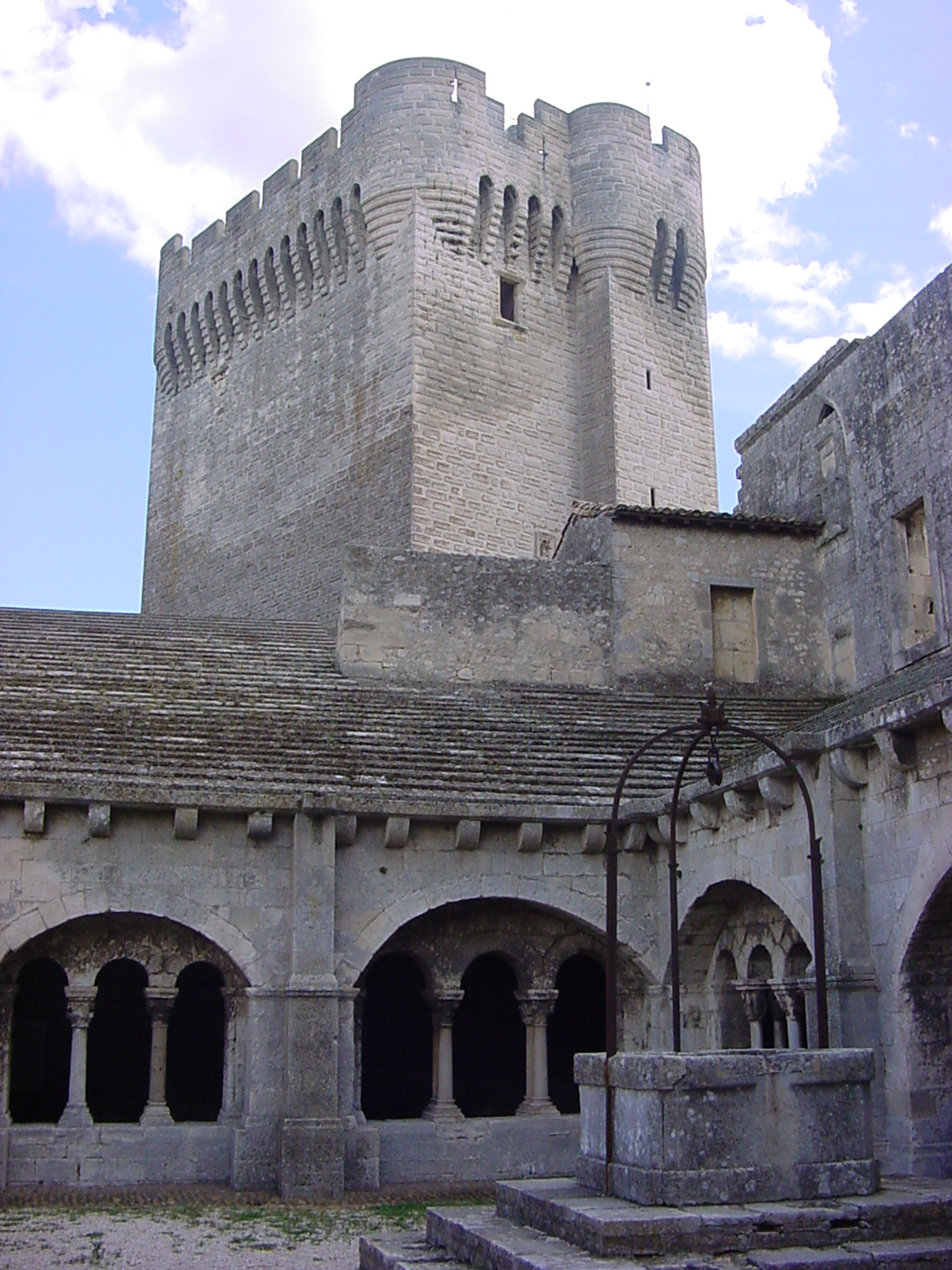
La torre de Pons de l'Orme des del claustre